# Villa Contarini Giovanelli Venier

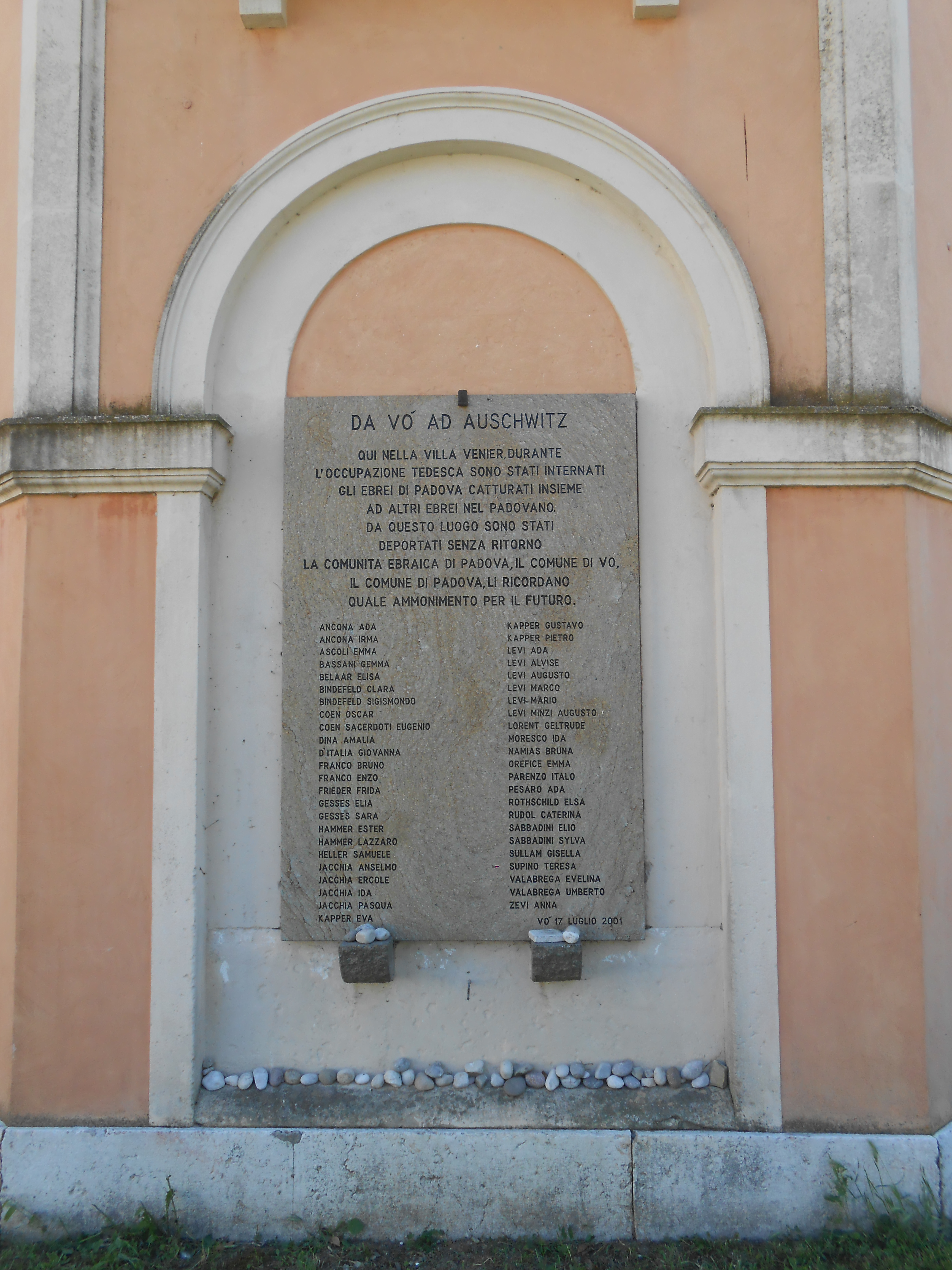
Lapide sull'ex fronte della villa dove si ricorda che la villa fu per alcuni anni un campo di concentramento: da Vo' ad Auschwitz

La Villa Contarini Giovanelli Venier è un edificio storico sito a Vo' Vecchio, frazione e originario centro storico del comune di Vo', in provincia di Padova, posto centralmente nel parco regionale dei Colli Euganei.
Realizzata su volontà della famiglia del patriziato veneziano dei Contarini alla fine del XVI secolo, la villa ripropone nella sua originaria impostazione quella del palazzo veneziano, a pianta quadrata tripartita e saloni centrali sovrapposti. Successivi interventi del XIX secolo, dovuti all'iniziativa degli ultimi proprietari, seppure non stravolgendone l'impostazione, ne modificano alcuni importanti aspetti, tra i quali lo spostamento della facciata principale dal lato opposto di quello originario, affacciata alla piazza dell'abitato.

## Storia
Nel XV secolo la famiglia Contarini segue l'esortazione del governo della Repubblica di Venezia nell'espansione del territorio andando ad occupare la terraferma, e un suo ramo decide di acquisire terreni e beni nel versante occidentale dei Colli Euganei, tra i quali il castello della Nina, di costruzione medioevale e ora scomparso.